# Dystomorphus piceae
Dystomorphus piceae är en skalbaggsart som beskrevs av Holzschuh 2003. Dystomorphus piceae ingår i släktet Dystomorphus och familjen långhorningar. Inga underarter finns listade i Catalogue of Life.